# Kemiolympiaden

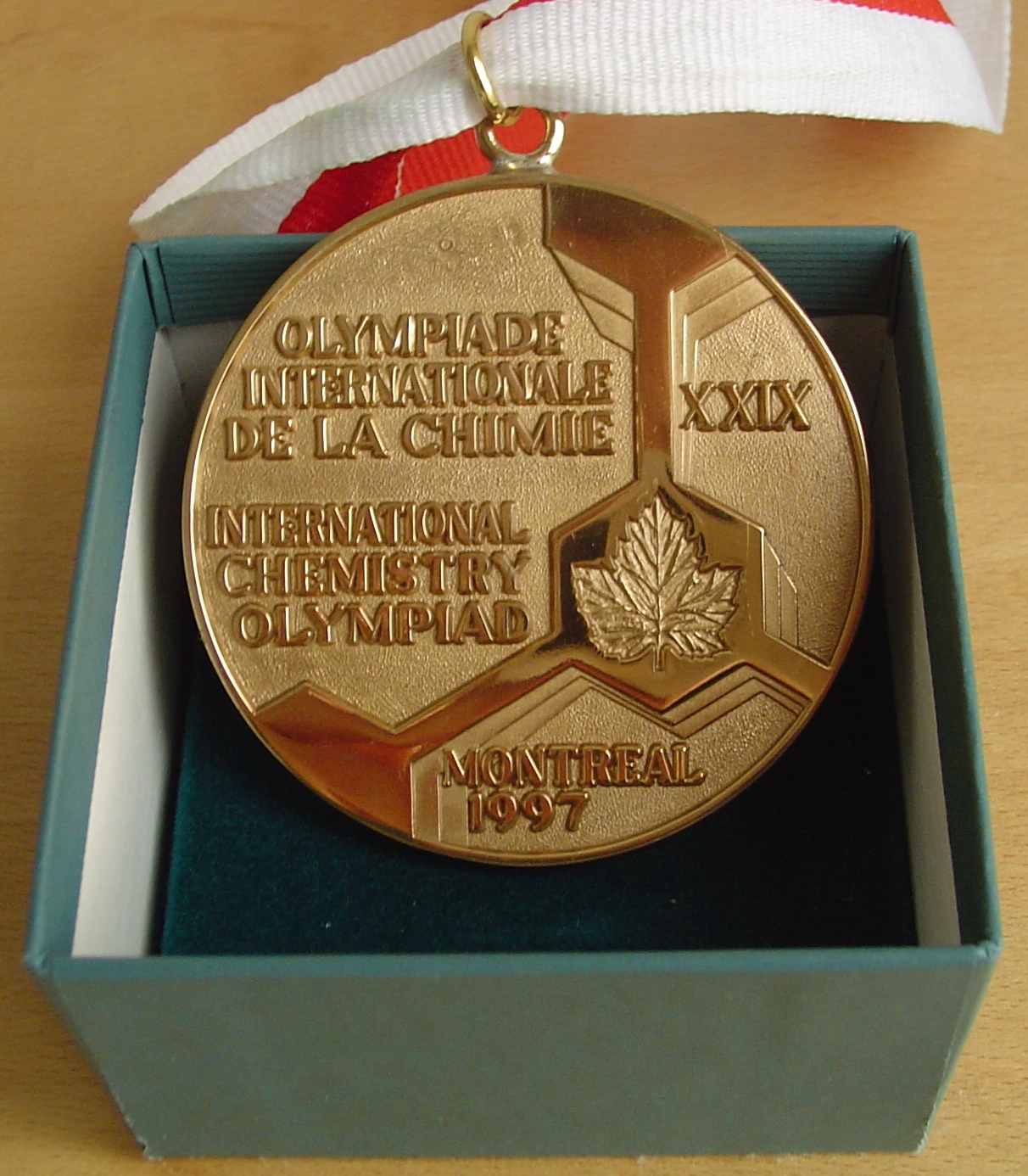
Bronsmedalj från kemiolympiaden 1997 i Montréal.

Kemiolympiaden, Internationella Kemiolympiaden, International Chemistry Olympiad (IChO), är en årlig internationell kemitävling för gymnasister. IChO är en av de internationella vetenskapsolympiaderna. Den första kemiolympiaden hölls 1968 i Prag. Sedan dess har den hållits varje år utom 1971. Ursprungligen var deltagarna nästan enbart från öststaterna, och det var först 1980 som den hölls utanför dessa länder, närmare bestämt i Linz i Österrike. Sverige har deltagit sedan 1974 och var då första västland. När Sverige år 1982 arrangerade tävlingen deltog 17 nationer.
De svenska uttagningarna till kemiolympiaden består av tre omgångar. Den första omgången består av ett teoretiskt prov som hålls under höstterminen och rättas lokalt på landets gymnasieskolor. Den andra omgången hålls på vårterminen och består av ett teoretiskt prov som får en preliminär rättning lokalt på den deltagande skolan och som sedan detaljrättas av kemiolympiadsnämnden. Alla gymnasieelever och yngre är välkomna att delta i omgång 1 och 2. Man behöver heller inte delta i omgång 1 för att få delta i omgång 2. De bästa från omgång 2 blir inbjudna till en två dagars finalomgång som hålls under vårterminen, där de skriver ett teoretiskt och ett praktiskt prov. Alla prov konstrueras av Svenska Kemisamfundets kemiolympiadsnämnd. Slutlig sammanställning av resultaten utförs därefter av Svenska Kemistsamfundet och de fyra elever som nått högst resultat i omgång 2 och 3 sammanslaget, får representera Sverige i den internationella kemiolympiaden. För att en deltagare ska kunna väljas ut till landslaget behöver den dessutom var under 20 år samt gå på gymnasiet under det år som uttagningen genomförs. Under uttagningarna genomförs även en lagtävling mellan Sveriges gymnasieskolor, där de tre högsta resultaten för varje skola summeras.
Ett träningsläger i kemi hålls sedan för att vässa landslagets kemikunskaper inför de internationella tävlingarna.

## Tidigare år
Vid kemiolympiaden i Moskva 2007 deltog 67 nationer.
| År   | Datum           | Plats                                                   | Nordisk/Skandinavisk för-olympiad | Nordisk/Skandinavisk för-olympiad                        | Svenska deltagare |
| År   | Datum           | Plats                                                   | Datum                             | Plats                                                    | Svenska deltagare |
| ---- | --------------- | ------------------------------------------------------- | --------------------------------- | -------------------------------------------------------- | --- |
| 2005 | 16-25 juli      | Taiwan                                                  |                                   |                                                          | Rickard Einefors (Bergslagsskolan), Arvid Guterstam (Södra Latins Gymnasium), Christoffer Karlsson (Bergslagsskolan), Mohammad Mirmohades (Katedralskolan i Uppsala),                                      |
| 2006 | 2-11 juli       | Gyeongsan, Sydkorea                                     |                                   |                                                          | Mathias Elgland, Matti Hellström, Maj Stenmark |
| 2007 | 15-24 juli      | Moskva, Ryssland                                        |                                   |                                                          | Oscar Granberg, Daria Struska, Stella Riad samt Axel Gottfries |
| 2008 | 12-21 juli      | Budapest, Ungern                                        |                                   |                                                          | Daria Struska, Leif Schelin (Erik Dahlbergsgymnasiet), Jessica Bernsteen och Sihan Wang |
| 2009 | 18-27 juli      | Cambridge, England                                      |                                   |                                                          | David Ahlstrand (Erik Dahlbergsgymnasiet), Mikael Twengström (Tyresö Gymnasium), Leif Schelin (Erik Dahlbergsgymnasiet), Mengxian Li (Katedralskolan i Lund)                                               |
| 2010 | 19-28 juli      | Tokyo, Japan                                            |                                   |                                                          | David Ahlstrand (Erik Dahlbergsgymnasiet), Emil Marklund (Forsmarks skola), Viktor Johansson (Uddevalla gymnasieskola), Oscar Mickelin (Södra Latins Gymnasium)                                            |
| 2011 | 9-18 juli       | Ankara, Turkiet                                         |                                   |                                                          | Marcus Olivecrona (Haraldsbogymnasiet), Maciej Malecki (Ehrensvärdska gymnasiet), Johannes Byrling (Erik Dahlbergsgymnasiet), Erik Orvehed Hiltunen (Katedralskolan i Uppsala)                             |
| 2012 | 21-30 juli      | Washington D.C., USA                                    |                                   |                                                          | Rickard Lindroth (Jönköping), Tobias Persson (Huskvarna), Oskar Henriksson (Älmhult), Erik Orvehed Hiltunen (Katedralskolan i Uppsala)                                                                     |
| 2013 | 15-24 juli      | Moskva, Ryssland                                        | 11-14 juli                        | Köpenhamn, Danmark (Första skandinaviska kemiolympiaden) | Samuel Backman (Katedralskolan, Uppsala), Oskar Henriksson (Haganässkolan, Älmhult), Mona Koder Hamid (Katedralskolan, Lund), Adam Runeson (Erik Dahlbergsgymnasiet, Jönköping)                            |
| 2014 | 20-29 juli      | Hanoi, Vietnam                                          | 17-19 juli                        | Stockholm, Sverige (skandinaviska kemiolympiaden)        | Mona Koder Hamid (Katedralskolan Lund, bronsmedaljvinnare IChO14), Martina Olsson (Erik Dahlbergsgymnasiet), Kristian Shlimon (Berzeliusskolan), Timea Vitos (Katedralskolan Uppsala, bronsmedalj ScCHO14) |
| 2015 | 20-29 juli      | Baku, Azerbajdzjan                                      | 16-19 juli                        | Oslo, Norge (skandinaviska kemiolympiaden)               | Martina Olsson (Erik Dahlbergsgymnasiet), Rasmus Svensson (Bäckängsgymnasiet), Patric Rajala (Enskilda gymnasiet), Fredrik Similä (Berzeliusskolan)                                                        |
| 2016 | 23 juli - 1 aug | Tbilisi, Georgien                                       | 4-9 juli                          | Köpenhamn, Danmark (Första nordiska kemiolympiaden)      | Gabriel Tidestav, Sara Rejgård, Carl Fredrik Behmer, Alexander Ekstrand |
| 2017 | 7-15 juli       | Nakhon Pathom, Thailand                                 | 2-5 juli                          | Stockholm-Uppsala, Sverige                               | Oscar Blommegård (Peder Skrivares Skola), Maria Kulesh (Berzeliusskolan), Markus Nilsson (Erik Dahlbergs gymnasium), Freja Söderbergh (Birger Sjöberggymnasiet)                                            |
| 2018 | 19-29 juli      | Prag, Tjeckien och Bratislava, Slovakien                | 16-19 juli                        | Oslo, Norge                                              | Alicia van Hees (De la Gardiegymnasiet), Aron Enliden (Erik Dahlbergsgymnasiet), Björn Diemer (Erik Dahlbergsgymnasiet, bronsmedaljvinnare IChO2018), Ebba Matic (Sigrid Rudebecks Gymnasium)              |
| 2019 | 21-30 juli      | Paris, Frankrike                                        | 18-21 juli                        | Helsingfors, Finland                                     | Björn Diemer (Jönköping), Erik Sundén (Uppsala), Anton Wallin (Örebro) samt Hugo Save (Sundsvall) |
| 2020 | 23-29 juli      | Istanbul, Turkiet, distansolympiad, Sverige deltog inte | -                                 | Inställt                                                 | |
| 2021 | 25 juli-2 aug   | Tokyo, Japan, distansolympiad                           | -                                 | Inställt                                                 | Elsa Bitzén (Malmö), Erik Bryland (Lund), Leopold Kall (Jönköping) och Yangyi Qi (Linköping) |